# Вальстрём, Мартин
Карл Мартин Гуннар Вальстрём Милькевиц (швед. Carl Martin Gunnar Wallström Milkéwitz; род. 7 июля 1983 года, Уддевалла, Вестра-Гёталанд, Швеция) — шведский актёр театра и кино.
Мартин Вальстрём начал свою актёрскую карьеру с 1998 года. С 2004—2008 годы учился в Академии музыки и драмы, что находится в Гётеборге. Принимал участие в Гётеборгском городском театре. Мартин является выпускником Гётеборгского университета. В 2008 году актёр женился на актрисе Лизе Линнерторп. В декабре 2018 года снялся в клипе на песню I Am Above шведской мелодичной дэт-метал группы In Flames.

## Избранная фильмография
| Год       |   | Русское название                | Оригинальное название       | Роль                |
| --------- | - | ------------------------------- | --------------------------- | ------------------- |
| 1998      | ф | Вся слава                       | Hela härligheten            | Йорген              |
| 2003      | ф | Другой путь                     | Hannah med H                | парень на вечеринке |
| 2005      | с | Валландер                       | Wallander                   | Йенс                |
| 2007      | с | Когда наступает сейчас?         | Upp till kamp               | Роджер              |
| 2008      | ф | Арн: Королевство в конце пути   | Arn - Riket vid vägens slut | Магнус Миннелшельд  |
| 2009      | ф | К чему-то прекрасному           | Till det som är vackert     | Маттиас             |
| 2010      | ф | Себбе                           | Sebbe                       | один из воров       |
| 2010      | ф | В космосе чувств не бывает      | I rymden finns inga känslor | Сэм                 |
| 2011      | ф | Граница                         | Gränsen                     | Свен Стенстрём      |
| 2013      | ф | Эго                             | Ego                         | Себастьян           |
| 2013      | ф | Шальные деньги: Роскошная жизнь | Snabba Cash – Livet deluxe  | Мартин Хегерстрём   |
| 2014      | ф | Изгнанница                      | Nirbashito                  |                     |
| 2015—2019 | с | Мистер Робот                    | Mr. Robot                   | Тайрел Уэллик       |